# Шеснаест краљевстава Пет варвара
Шеснаест краљевства (кинески језик: 十六國 / 十六国), такође Шеснаест држава, је назив за низ краткотрајних држава које су постојале на подручју Кине од 304. до 439. године. Оне су настале након што је током устанка Ву Хуа 316. год. дошло до колапса власти династије Ђин чији су се остаци повукли на подручје јужне Кине. Раздобље је формално завршило 439. године када је подручје Северне Кине уједињено под влашћу Династија Северни Веј.
Израз „Шеснаест краљевстава” је први пут употребио Чи Хонг у својој књизи Анали Прољећа и Јесени Шеснаест краљевстава (十六国春秋, Shíliùguó Chūnqiū) у којој је описао историју следећих држава: Џао Хан, Позни Џао, Ченг Хан, Рани Лијанг, Позни Лијанг, Северни Лијанг, Западни Лијанг, Јужни Лијанг, Рани Јен, Позни Јен, Северни Јен, Јужни Јен, Рани Ћин, Позни Ћин и Западни Ћин и Сја. Каснији историчари су га користили и за друге државе које су постојале у раздобљу од 304. до 439. године.
Готови сви владари тих држава су припадали Ву Ху народима, али су се називали царевима. Четири од шеснаест држава су, пак, формирали Кинези, а то су Северни Јен, Западни Лијанг, Рани Лијанг и држава Веј. Многе од тих држава нису биле формално-правно самосталне, односно налазиле су се у вазалном односу са другим државама па је тако Ранији Лијанг био вазал династије Ђин. Иако је основана у истом раздобљу, држава Северни Веј се традиционално не сматра делом Шеснаест краљевстава.

## Историја
Прије раздобља Шеснаест краљевстава, тадашњим Кинеским Царством владала је династија Ђин. Али међу њеним члановима су избили жестоки сукоби за власт, касније познати као Рат Осам принчева (291—307), који су за последицу имали пустошење великих делова северне Кине, на које су се доселили Ву Ху номади, делом како би служили као најамници у војскама зараћених принчева. Један од њихових вођа, Лију Јуен, који је као вазал владао Сионгнуом у данашњој покрајини Шанси, је 304. године искористио слабост кинеске власти како би прогласио независност и основао државу Џао Хан, која се сматра првим од Шеснаест краљевстава. Династија Ђин не само да није успела угушити ову побуну, него јој је Лију Јуен, пре свега користећи војнички талент Ши Леа, вазалног војсковође из народа Ђи, нанео катастрофални пораз код Јонгјие, а који је за последицу имао губитак престонице Луојанг, а неколико година касније и Си'ана. Два цара су заробљена и касније погубљена, а преживели чланови династије су се повукли на југ где су основали тзв. Источну династију Ђин. Одатле ће следећих неколико деценија покушавати вратити власт над северном Кином, али без неких већих или трајнијих резултата.
Држава Џао Хан, међутим, није успела наметнути своју хегемонију другим Ву Ху народима и ентитетима, укључујући Ши Леа који је године 329. уништио Џао Хан и основао државу Позни Џао, прву која је, иако привремено и уз много насиља, успела ујединити некадашња царска подручја северне Кине. Ши Леове методе владавине су изазвале омраженост Ђие, како међу другим <ву Ху народима тако и на северу међу преосталим Кинезима који су постали његови поданици. Ши Леова смрт и крвава борба за власт међу његовим наследницима била је прилика кинеском великодостојнику Ран Мину да 350. год. преузме власт, оснује државу Рани Веј и отпочне краткотрајни, али крвави Веј-Ђие рат против Ђиеа у којем је тај народ готово истребљен, и који се сматра једним од првих забележених геноцида у светској историји.
Рани Веј, међутим, није имала снаге да се супротстави другим Ву Ху народима, пре свега Сјанбејима на североистоку, који су под кланом Муронг основали државу Рани Јен, као и Дијевима са запада који су основали државу Рани Ћин. Између та два ентитета се следећих неколико деценија водила борба за превласт над северном Кином. На крају је као победник из те борбе, користећи делом и унутрашње сукобе у Ранијем Јену, изашао Фу Ђијан, владар Ранијег Ћина, који је 370. године уништио и анектирао Рани Јен, а до 376. године покорио не само подручје Северне, него и део Југозападне Кине.
Покушај Фу Ђијана да уништи династију Ђин и тако поновно уједини Кину под својом влашћу је 383. године доживио катастрофалан неуспех у бици на реци Феј. То је био сигнал за дотадашње поданике његове државе да дигну свеопшти устанак, који је за резултат имао нагло слабљење државе Рани Ћин, односно почетак новог раздобља нестабилности и сталних ратова између мањих ентитета који су покушали постати његови наследници. Ту је ситуацију деломично искористила династија Ђин која је почетком 5. века успела повратити пре стотину година изгубљена подручја јужно од Жуте реке, али и дотада не тако истакнути Сјанбеј клан Тјоба који је 386. године на подручју данашње Унутрашње Монголије основао државу познату као Северни Веј. Њени владари су поступно поразили све Ву Ху супарнике, а 439. године, када је на крајњем западу Кине освојена држава Северни Лијанг, цела је северна Кина дошла под њену власт. Тиме је окончано дуго раздобље насиља и нестабилности, а Кина, иако још увек разједињена, ушла у нешто мирније доба које ће бити познато као раздобље Јужних и Северних династија.

## Maпe
- AD 317
- 326
- 338
- 350
- 376
- 391
- 398
- 402
- 406
- 416
- 423
- 436